# Universiade d'hiver de 1968
Navigation
Édition précédente Édition suivante
La 5e édition de l'Universiade d'hiver, compétition internationale universitaire multi-sports, s’est déroulée du 21 au 28 janvier 1968 à Innsbruck, en Autriche. Au total, 589 athlètes issus de 24 nations ont pris part aux différentes épreuves réparties dans 7 sports.

## Épreuves
- Ski alpin
- Ski de fond
- Combiné nordique
- Saut à ski
- Patinage artistique
- Hockey sur glace
- Patinage de vitesse

## Tableau des médailles
| Rang | Pays                 | Médaille d'or | Médaille d'argent | Médaille de bronze | Total |
| 1    | Union soviétique     | 8             | 6                 | 5                  | 19    |
| 2    | États-Unis           | 4             | 3                 | 3                  | 10    |
| 3    | Japon                | 3             | 4                 | 4                  | 11    |
| 4    | Tchécoslovaquie      | 3             | 3                 | 2                  | 8     |
| 5    | Norvège              | 2             | 1                 | 0                  | 3     |
| 6    | Autriche             | 1             | 2                 | 3                  | 6     |
| 7    | Allemagne de l'Ouest | 1             | 1                 | 1                  | 3     |
| 8    | Suisse               | 1             | 0                 | 0                  | 1     |
| 9    | Finlande             | 0             | 1                 | 2                  | 3     |
| 10   | France               | 0             | 1                 | 0                  | 1     |
| 10   | Pologne              | 0             | 1                 | 0                  | 1     |
| 12   | Italie               | 0             | 0                 | 2                  | 2     |
| 13   | Canada               | 0             | 0                 | 1                  | 1     |